# Alexander McNair

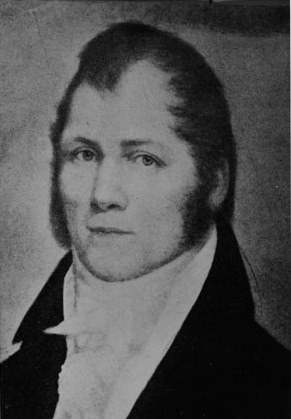
Alexander McNair

Alexander McNair (* 5. Mai 1775 in Lancaster, Province of Pennsylvania; † 18. März 1826 in St. Louis, Missouri) war ein US-amerikanischer Politiker und von 1820 bis 1824 der erste Gouverneur von Missouri.

## Frühe Jahre und politischer Aufstieg
McNair besuchte die örtlichen Schulen seiner Heimat. Danach studierte er an der University of Pennsylvania. Dieses Studium musste er aber nach dem Tod seines Vaters abbrechen. Im Jahr 1799 wurde er als First Lieutenant Mitglied der Armee. Im Jahr 1804 zog er nach St. Louis im Louisiana-Territorium. Dieses Gebiet war erst im Jahr zuvor durch den sogenannten Louisiana Purchase von Präsident Thomas Jefferson von Frankreich gekauft und als Territorium den Vereinigten Staaten angegliedert worden.
Nach seiner Ankunft in seiner neuen Heimat wurde McNair Sheriff im St. Louis County. Im Jahr 1814 wurde er US Marshal im inzwischen neu entstandenen Missouri-Territorium. Gleichzeitig war er Leiter der Landverwaltungsbehörde (Land Office) in St. Louis und Mitglied der Miliz des Territoriums. In den Jahren 1808 und 1813 wurde er in den Stadtrat von St. Louis gewählt. 1820 war McNair Mitglied der verfassungsgebenden Versammlung von Missouri.

## Gouverneur von Missouri
Am 28. August 1820 wurde Alexander McNair zum ersten Gouverneur des neuen Bundesstaats Missouri gewählt. Mit 72 % der Wählerstimmen schlug der den bekannten Forscher und Entdecker William Clark. McNair trat seine vierjährige Amtszeit am 18. September 1820 an. Zu diesem Zeitpunkt bestand aber noch das alte Missouri-Territorium, weshalb McNair in vielen Statistiken auch als letzter Territorialgouverneur geführt wird. Der Beitritt des Landes zur Union war politisch wegen der Frage der Sklaverei umstritten. Erst durch den von Senator Henry Clay ausgearbeiteten Missouri-Kompromiss von 1820 wurde der Beitritt des Landes zur Union ermöglicht und im Jahr 1821 vollzogen. Seine Hauptaufgabe als Gouverneur des neuen Bundesstaates war der Aufbau einer neuen Verwaltung. In seiner Amtszeit wurde die Verlegung der Hauptstadt nach Jefferson City beschlossen, die dann aber erst 1826 vollzogen wurde. Außerdem wurden damals die ersten Postkutschenlinien in Missouri eingerichtet.

## Weiterer Lebenslauf
Nach Ablauf seiner Amtszeit am 15. November 1824 wurde McNair Beauftragter der Bundesregierung für Indianerfragen. In dieser Eigenschaft vertrat er die US-Regierung gegenüber dem Stamm der Osage. Alexander McNair starb am 18. März 1826 an einer Grippe-Infektion. Er war mit Marquerite Susanne de Reilhe verheiratet, mit der er zehn Kinder hatte.